# Luboń
Luboń ['lubɔɲ] (deutsch Luban, 1939–1943 Lobau) ist eine Stadt im Powiat Poznański in der Woiwodschaft Großpolen, Polen. Sie ist Sitz der gleichnamigen Stadtgemeinde (Gmina miejska).

## Geographie
Luboń liegt 7,5 km südwestlich von Posen an der Warthe. Beide Städte sind miteinander verschmolzen, so dass sich optisch keine Abgrenzung mehr abzeichnet.

### Stadtteile
| Name        | deutscher Name (1815–1918) | deutscher Name (1939–1945)      |
| ----------- | -------------------------- | ------------------------------- |
| Lasek       | Lassek                     | Langenwalde                     |
| Stary Luboń | Luban                      | 1939–1943 Lobau 1943–1945 Luban |
| Żabikowo    | Zabikowo                   | Poggenburg                      |

## Geschichte

### Luboń
Die erste urkundliche Erwähnung Lubans stammt aus dem Jahr 1296.
Um 1719 wurden 60 deutsche Siedler aus dem Erzbistum Bamberg in Lubon angesiedelt.
Der deutsche Unternehmer Moritz Milch erwarb 1907 in dem kleinen Ort ein Stück Land, um darauf 1910 bis 1912 eine Chemiefabrik zur Herstellung von Kunstdünger zu errichten. Mit einer Produktionsfähigkeit von 120 000 Tonnen Superphosphat pro Jahr gehörte die Fabrik zu den modernsten Kunstdüngerproduktionsbetrieben der Zeit. Der Berliner Architekt Hans Poelzig entwarf die Fabrikgebäude einschließlich einer zum Werk gehörenden Arbeitersiedlung. Die Chemiefabrik Luban stellte bis in die 1920er Jahre hinein eines der bekanntesten Beispiele für eine neue Industriearchitektur dar. Heute sind nur noch wenige Reste der Anlage erhalten. Als nach dem Ende des Ersten Weltkriegs die bisher zum Deutschen Reich gehörige Provinz Posen Teil der neu gegründeten Polnischen Republik wurde, kaufte 1920 der polnische Kunstdüngerproduzent Roman May die Fabrik.
1942 wurde in Luboń unter der deutschen Besetzung an der Stadtgrenze zu Posen ein Arbeitslager zum Bau der Reichsautobahn eingerichtet. Im Zuge einer von den Nationalsozialisten beabsichtigten Germanisierung wurde der Ort vorübergehend in Lobau umbenannt.

### Żabikowo
Die erste Erwähnung des Dorfes stammt aus dem Jahre 1283. 1942 wurde in Żabikowo ebenfalls ein Arbeitslager zum Bau der Reichsautobahn eingerichtet.

### Lasek
Das Dorf wurde 1756 gegründet.

### 1954 bis heute
Die 1954 wurde die Stadt Luboń durch den Zusammenschluss der Dörfer Lasek, Stary Luboń und Żabikowo gebildet.
Von 1975 bis 1998 gehörte die Stadt zur Woiwodschaft Posen.

## Persönlichkeiten
- Grzegorz Nowak (* 1954), Ruderer